# Ghiacciaio Landreth

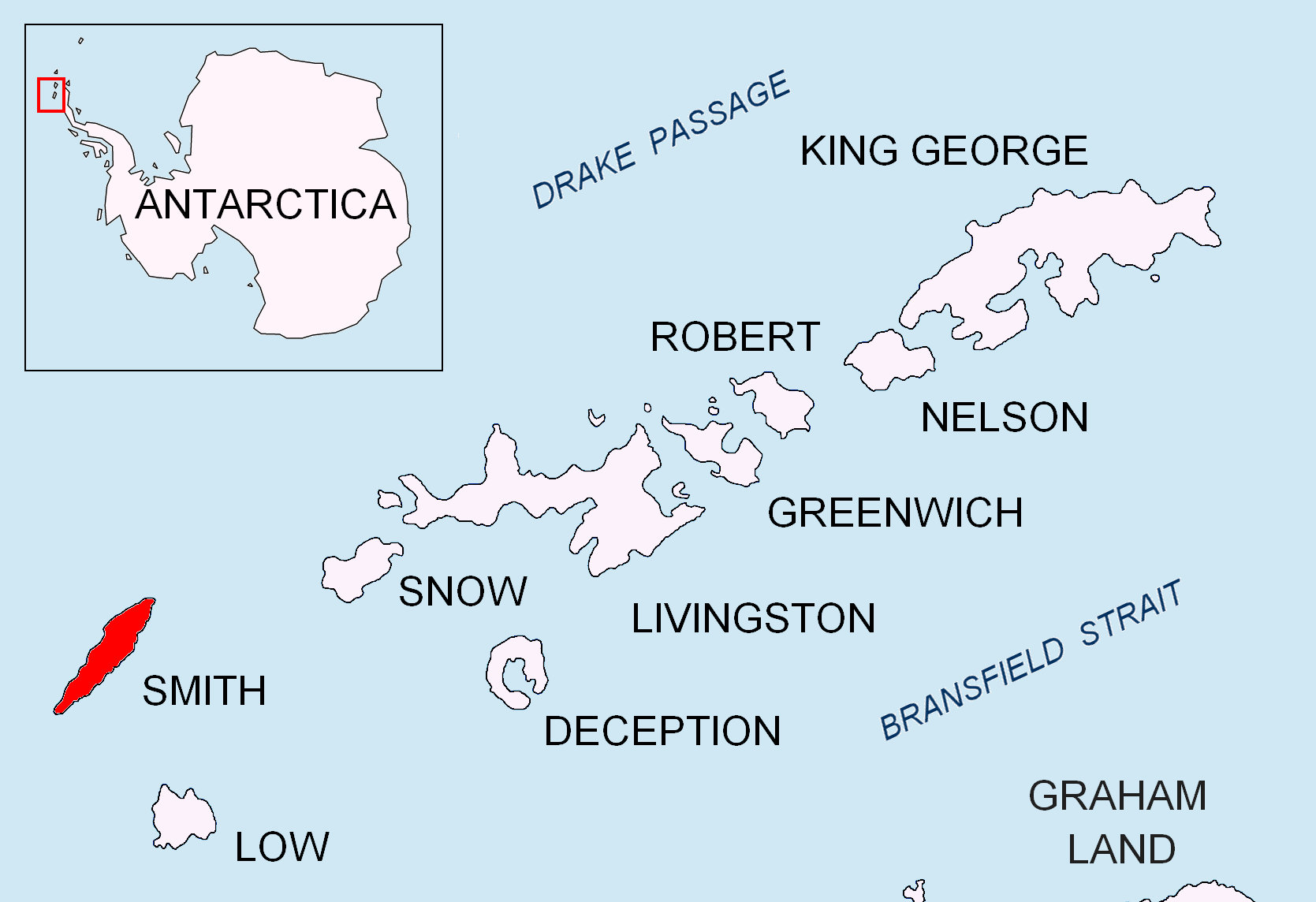
Localizzazione dell'Isola Smith, nelle Isole Shetland Meridionali.

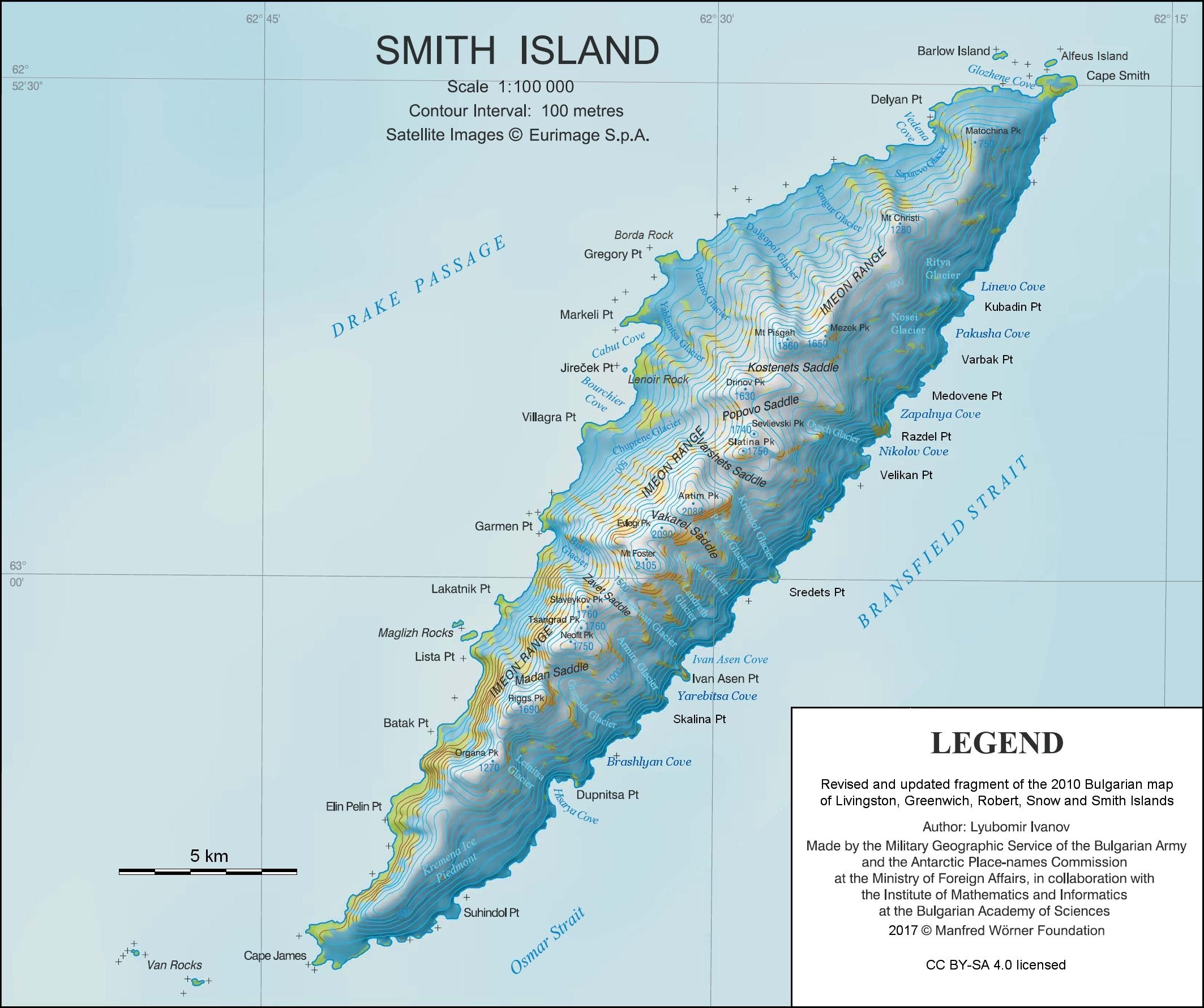
Mappa topografica dell'Isola Smith. Il Ghiacciaio Landreth si trova nella parte centrale dell'immagine, verso la costa orientale dell'isola.

Il Ghiacciaio Landreth (in lingua bulgara: ледник Ландрет, Lednik Landret) è un ripido ghiacciaio antartico, lungo 2,3 km e largo 660 m, che drena le pendici sudorientali dell'Imeon Range, catena montuosa che occupa la parte interna dell'Isola Smith, che fa parte delle Isole Shetland Meridionali, in Antartide.

## Localizzazione
Il ghiacciaio fluisce in direzione sudest dal Monte Foster, tra le creste che lo separano dal Ghiacciaio Rupite a nord dal Ghiacciaio Dragoman a sud, e va a sfociare nella Ivan Asen Cove dello Stretto di Bransfield.
Il ghiacciaio è centrato alle coordinate 63°00′40″S 62°31′30″W. Mappatura bulgara del 2009. 

## Denominazione
La denominazione è stata assegnata dalla Commissione bulgara per i toponimi antartici in onore del neozelandese Greg Landreth, che guidava il gruppo che 29 gennaio 1996 compì la prima ascensione alla vetta del Monte Foster (2105 m).

## Mappe
- Chart of South Shetland including Coronation Island, &c. from the exploration of the sloop Dove in the years 1821 and 1822 by George Powell Commander of the same. Scale ca. 1:200000. London: Laurie, 1822.
- L.L. Ivanov. Antarctica: Livingston Island and Greenwich, Robert, Snow and Smith Islands. Scale 1:120000 topographic map. Troyan: Manfred Wörner Foundation, 2010. ISBN 978-954-92032-9-5 (First edition 2009. ISBN 978-954-92032-6-4)
- South Shetland Islands: Smith and Low Islands. Scale 1:150000 topographic map No. 13677. British Antarctic Survey, 2009.
- Antarctic Digital Database (ADD). Scale 1:250000 topographic map of Antarctica. Scientific Committee on Antarctic Research (SCAR). Since 1993, regularly upgraded and updated.
- L.L. Ivanov. Antarctica: Livingston Island and Smith Island. Scale 1:100000 topographic map. Manfred Wörner Foundation, 2017. ISBN 978-619-90008-3-0